# Shidong, Guangdong
Shidong (kinesiska: 诗洞) är en köping i sydöstra Kina. Den ligger i Huaiji härad i staden Zhaoqing i provinsen Guangdong, omkring 130 kilometer nordväst om provinshuvudstaden Guangzhou. Antalet invånare är 54 347. Befolkningen består av 28 490 kvinnor och 25 857 män. Barn under 15 år utgör 34 %, vuxna 15-64 år 58 %, och äldre över 65 år 7,0 %.